# Unió de Forces Democràtiques
La Unió de Forces Democràtiques (búlgar Съюз на демократичните сили o Săjuz na Demokratičnite Sili, SDS) és un partit polític de Bulgària, fundat el desembre de 1989 de la unió d'onze organitzacions polítiques d'oposició al govern comunista. L'any següent, s'hi incorporaren uns altres sis partits, i el febrer de 1997, la Unió es va transformar en un partit unificat amb el mateix nom, pel seu cap i futur primer ministre de Bulgària Ivan Kostov. La UDF és un membre del Partit Popular Europeu (PPE).

## Història
Els grups dissidents que es va formar sota el vacil·lant règim de Tòdor Jívkov en el decenni de 1980 van ser la base per la Unió. L'enorme èxode dels turcs ètnics i les exigències de reforma que sacsejaren Europa Oriental van contribuir a que el 10 de novembre de 1989, l'endemà de la caiguda del mur de Berlín, un cop a palau organitzat pels elements més aperturistes del Partit Comunista Búlgar (amb el tàcit consentiment soviètic) va derrocar Jivkov. Una vegada que va caure Jívkov, es va organitzar una confederació laxa que preveia que els grups formants podien continuar treballant per la seva pròpia causa, mentre que el consell de coordinació incloïa tres membres de cada organització. L'antic dissident Jéliu Jélev, filòsof que més tard es convertiria en president de Bulgària, en va ser elegit president, i Petar Berón, un conegut científic del medi ambient, va ser elegit com a secretari.
La UDF va perdre les eleccions legislatives búlgares de 1990 davant el Partit Socialista Búlgar (comunista reformat) però va participar en el conjunt del gabinet de Dimitar Iliev Popov (desembre 1990 - novembre de 1991). Més tard, la UDF va formar el seu propi govern amb el Primer Ministre Filip Dimitrov el novembre de 1991, encara que el gabinet només va durar una mica més d'un any quan el govern no superà una moció de confiança el setembre de 1992. The socialists, together with the Movement for Rights and Freedoms, formed a coalition government headed by Prof. Lyuben Berov and then BSP went on to win the 1995 elections. Els socialistes, juntament amb el Moviment pels Drets i les Llibertats, va formar un govern de coalició encapçalat per Lyuben Berov i després van guanyar les eleccions legislatives búlgares de 1994.
Tanmateix, després el descontentament provocat pels problemes econòmics, el primer ministre Zhan Videnov va renunciar a finals de 1996, i es convocaren les eleccions legislatives búlgares de 1997, en les que la UDF va obtenir un aclaparador 55% dels vots. El líder del partit Ivan Kostov va passar a formar el nou govern i superà amb èxit diverses reformes econòmiques, que van obtenir recompensa el desembre de 1999 amb una invitació per a iniciar converses d'adhesió a la Unió Europea. Però el descontentament públic sobre el cost social de les reformes, com l'increment de l'atur, així com les denúncies de corrupció van portar a la derrota de la UDF a les eleccions de juny de 2001, que van ser guanyades pel Moviment Nacional Simeó II. Les Forces Democràtiques Unides, coalició patrocinada per la UDF, va obtenir el 18,2% del vot popular i 51 dels 240 escons.
La UDF va ser presidida fins al 20 de maig de 2007 les eleccions europees per Petar Stoyanov, expresident del país. Mentrestant, Kostov, ex Primer Ministre i líder del partit UDF va passar a formar el seu propi partit - Demòcrates per una Bulgària Forta. A les eleccions de 25 de juny de 2005, les Forces Democràtiques Unides van obtenir el 8,4% del vot popular i 20 dels 240 escons.
Durant la conferència inaugural del Moviment per a la Reforma Europea (MER, de març de 2007) es va anunciar que potser la UDF en formaria part juntament amb el Partit Conservador britànic i el txec Partit Democràtic Cívic (ODS). A mitjans d'abril de 2007, la UDF va fer marxa enrere en la seva decisió, i continuà com a membre del PPE.
A les eleccions europees de 2007 a Bulgària no aconseguí cap eurodiputat, cosa que provocà la dimissió del cap de llista Stoyanov. De cara a les eleccions legislatives búlgares de 2009 va formar part de la nova Coalició Blava amb Demòcrates per una Bulgària Forta, que va obtenir 285.662 vots (el 6,76%) i 15 escons.

## Resultats electorals

### Assemblea Nacional
| Any      | Vots                    | %                       | Escons    | +/– | Govern            |
| -------- | ----------------------- | ----------------------- | --------- | --- | ----------------- |
| 1990     | 2,217,798               | 36.21 (#2)              | 144 / 400 | Nou | Coalició          |
| 1991     | 1,903,567               | 34.4 (#1)               | 110 / 240 | 34  | Coalició          |
| 1994     | 1,260,374               | 24.23 (#2)              | 69 / 240  | 41  | Oposició          |
| 1997     | Dins l'ODS              | Dins l'ODS              | 137 / 240 | 68  | Coalició          |
| 2001     | Dins l'ODS              | Dins l'ODS              | 51 / 240  | 86  | Oposició          |
| 2005     | Dins l'ODS              | Dins l'ODS              | 20 / 240  | 31  | Oposició          |
| 2009     | Dins la Coalició Blava  | Dins la Coalició Blava  | 15 / 240  | 5   | Suport extern     |
| 2013     | 48,681                  | 1.38 (#12)              | 0 / 240   | 15  | Extraparlamentari |
| 2014     | Dins el Bloc Reformista | Dins el Bloc Reformista | 4 / 240   | 4   | Coalició          |
| 2017     | Dins el Bloc Reformista | Dins el Bloc Reformista | 0 / 240   | 4   | Extraparlamentari |
| Abr 2021 | Dins GERB–SDS           | Dins GERB–SDS           | 2 / 240   | 2   | Anticipades       |
| Jul 2021 | Dins GERB–SDS           | Dins GERB–SDS           | 3 / 240   | 1   | Anticipades       |
| Nov 2021 | Dins GERB–SDS           | Dins GERB–SDS           | 2 / 240   | 1   | Oposició          |
| 2022     | Dins GERB–SDS           | Dins GERB–SDS           | 3 / 240   | 1   | Anticipades       |
| 2023     | Dins GERB–SDS           | Dins GERB–SDS           | 2 / 240   | 1   | Coalició          |
| Jun 2024 | Dins GERB–SDS           | Dins GERB–SDS           | 3 / 240   | 1   | Anticipades       |
| Oct 2024 | Dins GERB–SDS           | Dins GERB–SDS           | 1 / 240   | 2   | A anunciar        |

### Presidencials
| Any  | Candidat           | 1a volta  | 1a volta    | 1a volta | 2a volta  | 2a volta    | 2a volta |
| Any  | Candidat           | Vots      | %           | Pos.     | Vots      | %           | Resultat |
| ---- | ------------------ | --------- | ----------- | -------- | --------- | ----------- | -------- |
| 1992 | Zhelyu Zhelev      | 2,273,541 | 44,66 / 100 | 1r       | 2,738,420 | 52,85 / 100 | Elegit   |
| 1996 | Petar Stoyanov     | 1,889,825 | 44,07 / 100 | 1r       | 2,502,517 | 59,73 / 100 | Elegit   |
| 2001 | Petar Stoyanov     | 991,680   | 34,95 / 100 | 2n       | 1,731,676 | 45,87 / 100 | Derrota  |
| 2006 | Nedelcho Beronov   | 271,078   | 9,75 / 100  | 3r       | -         | -           | Derrota  |
| 2011 | Rumen Hristov      | 65,761    | 1,95 / 100  | 6è       | -         | -           | Derrota  |
| 2016 | Traycho Traykov    | 224,734   | 5,87 / 100  | 6è       | -         | -           | Derrota  |
| 2021 | Anastas Gerdzhikov | 610,862   | 22,8 / 100  | 2n       | 733,791   | 31,8 / 100  | Derrota  |

### Parlament Europeu
| Any  | Líder              | Vots                    | %                       | Escons | +/– | Grup |
| ---- | ------------------ | ----------------------- | ----------------------- | ------ | --- | ---- |
| 2007 | Stefan Sofiyanski  | 84,350                  | 4.35 (#7)               | 0 / 18 | Nou | –    |
| 2009 | Nadezhda Mihaylova | Dins la Coalició Blava  | Dins la Coalició Blava  | 1 / 18 | 1   | EPP  |
| 2014 | Meglena Kuneva     | Dins el Bloc Reformista | Dins el Bloc Reformista | 0 / 17 | 1   | –    |
| 2019 | Mariya Gabriel     | Dins GERB–SDS           | Dins GERB–SDS           | 1 / 17 | 1   | EPP  |
| 2024 | Rosen Zhelyazkov   | Dins GERB–SDS           | Dins GERB–SDS           | 1 / 17 | =   | EPP  |

## Llista de caps
Caps del Consell de Coordinació
- Jéliu Jélev (1989–1990)
- Petar Beron (1990)
- Filip Dimitrov (1990–1994)
- Ivan Kostov (1994–1997)

Caps del partit unificat
- Ivan Kostov (1997–2001)
- Ekaterina Mikhailova (2001–2002)
- Nadezhda Mikhailova (2002–2005)
- Petar Stoyanov (2005–2007)
- Plamen Yurukov (2007–2008)
- Martin Dimitrov (2008—)